# Adèle d'Affry
Marcello, pseudònim d’Adèle d'Affry, duquessa de Castiglione Colonna, nascuda el 6 de juliol de 1836 a Friburg (Suïssa) i morta el 16 de juliol de 1879 a Castellammare di Stabia, va ser una pintora, gravadora i escultora suïssa.

## Joventut
Adélaïde Nathalie Marie Hedwige Philippine d'Affry era la filla gran del comte Louis d'Affry i de Lucie de Maillardoz. La carrera militar era el camí tradicional en què s'havien distingit els homes de la família d'Affry i el gust per les arts, un valor que es transmetia de generació en generació. Ella mateixa va deixar ditː «Tota la meva vida està plena de penediments, evidentment hereditaris, per no haver nascut soldat, sinó dona i artista».
Adèle tenia una germana petita, Cécile. El seu pare va morir el 1841 i Adèle i Cécile van ser criades per la seva mare. Repartien el temps entre Friburg i Givisiez durant els mesos d'estiu i Niça o Itàlia durant l'hivern.
El 1853 i el 1854, Adèle d'Affry va rebre l'educació clàssica de les noies de bona família: primer lliçons de dibuix i aquarel·la del pintor retratista Joseph Auguste Dietrich a Friburg, la pintura amb Joseph Fricero a Niça i després classes de modelatge al taller romà de l'escultor suís Heinrich Maximilian Imhof.

## Vocació a Roma
El 5 d'abril de 1856, Adèle d'Affry es va casar amb Carlo Colonna a Roma. Aquest últim, ennoblit un mes més tard, va rebre el títol de duc de Castiglione-Aldovrandi. Aquesta unió fou de curta durada: Carlo Colonna va morir sobtadament de febre tifoide a París el 18 de desembre.
Adèle Colonna es va veure obligada a tornar a Roma l'any 1857 per resoldre les disputes entre ella i la família Colonna en la qüestió de l'herència del seu marit. La duquessa va trobar refugi al convent de les Dames del Sacré-Cœur, a Trinità dei Monti. La seva vocació artística va anar despertant en aquesta època. D'altra banda, vídua i amb ingressos insuficients, va haver de considerar la pràctica artística com una autèntica professió. Va reprendre les seves lliçons al taller d'Imhof, va visitar moltes esglésies, va admirar les obres de l'antiguitat i de Miquel Àngel. A la tardor, va modelar el bust del seu difunt marit. A aquesta primera escultura segueix ràpidament un autoretrat destinat a la seva mare.

## Una duquessa a París
Va anar a París el 1859 i va llogar un pis al núm 1 del carrer de Bayard. Pierre Andrieu l'ajudà a decorar amb frescos el menjador i el taller. Pel fet de ser dona, no podia assistir com a alumna oficial a l'Escola de Belles Arts, però l'escultor Antoine-Louis Barye, que supervisava de prop el seu progrés, l'ajudà a assistir a les classes de dibuix d'animals al Museu Nacional d'Història Natural, disfressada d'home. Va practicar amb passió a partir de la natura i de l'antiguitat, sense deixar de banda els aspectes més tècnics i esgotadors de l'escultura. A partir de desembre, va seguir discretament, vestida d'home, les classes d'anatomia del professor Sappey, al soterrani de l'Escola Pràctica de Medicina. El setembre de 1860 Adèle Colonna va conèixer Eugène Delacroix. Apareixen també aleshores els primers símptomes de la malaltia toràcica que se l'emportarà.
La duquessa començà a freqüentar la brillant societat del Segon Imperi. Acompanyà la seva germana Cécile fins que es casà amb un diplomàtic austríac. El rang d'Adèle Colonna la va portar a freqüentar els salons legitimistes del faubourg Saint-Germain, i el seu gust a preferir el saló regentat per la comtessa de Circourt. La bella duquessa va formar amistats duradores, sobretot amb Adolphe Thiers. El pare Gratry va esdevenir el seu director espiritual.

## Inicis artístics
Adèle Colonna treballà en la seva primera composició acabada, La Belle Hélène (1860). I al 1861, la seva petició per estudiar a l'Escola de Belles Arts va ser rebutjada. De tornada a Roma, Adèle Colonna admirava el grup d'Ugolin i els seus fills a la Villa Medici, on treballava Jean-Baptiste Carpeaux, aleshores resident del lloc. L'amistat entre tots dos artistes només va acabar quan ell morí.

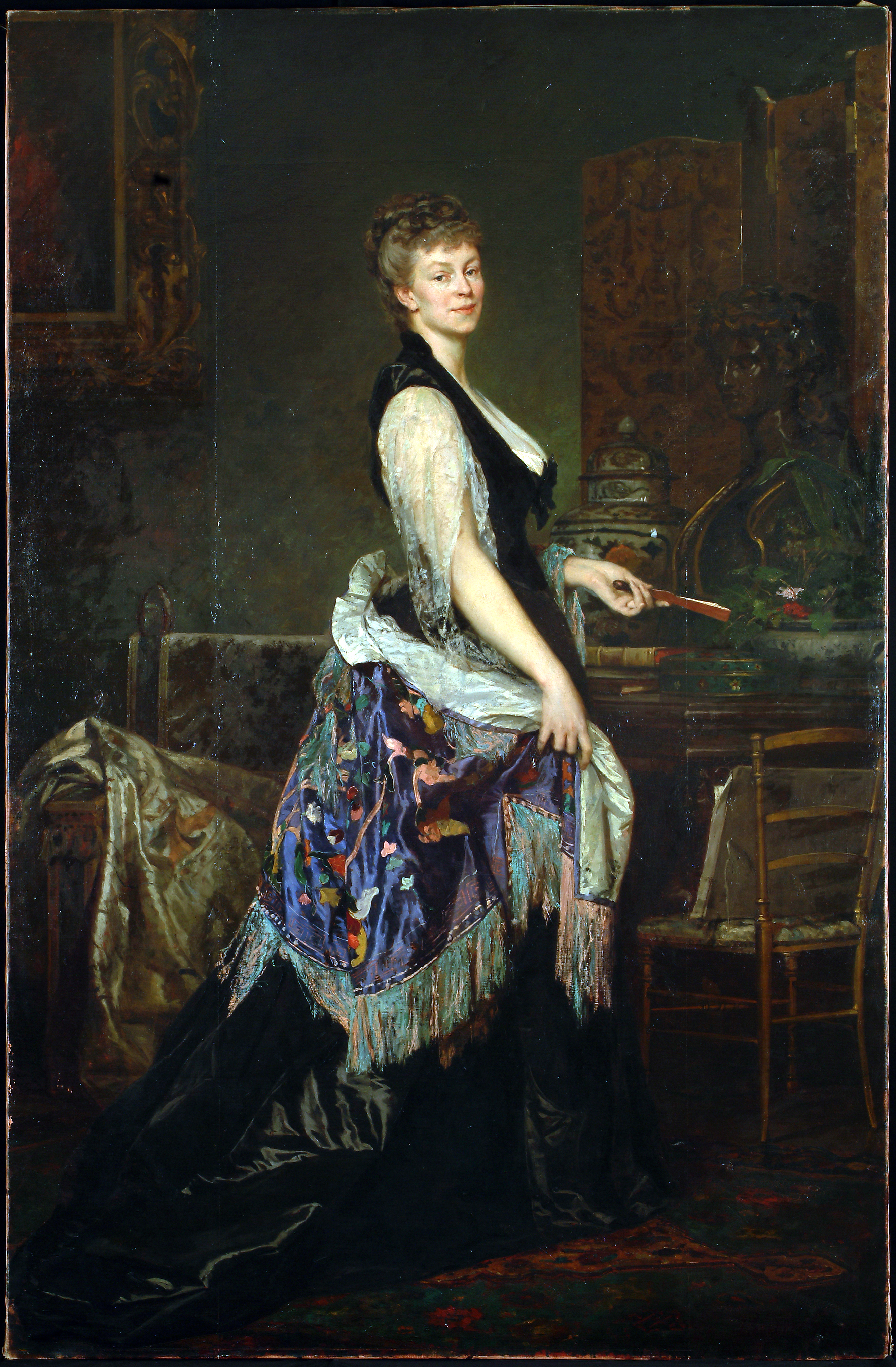
Edouard-Théophile Blanchard, Retrat de la Duquessa Castiglione, 1877, Museu d'Art i Història de Friburg

## «Marcello»
L'any 1863, Adèle Colonna, després de moltes vacil·lacions, va optar per exposar per primer cop al Saló de París amb el pseudònim «Marcello», inspirada en el compositor italià del segle XVIII Benedetto Marcello i per eludir la pressió que mereixeria com a dona artista professional. Hi presentava tres bustos: Bianca Capello, El retrat del comte G. de N…[icolaÿ] i el Retrat de la duquessa de San C…[esario], obra en cera. El gran èxit experimentat per la seva Bianca va cridar l'atenció d'l'emperadriu Eugénie, que la va convidar a participar en un dels famosos dilluns de les Tulleries. Adèle Colonna va ser convidada aleshores a la cort i es va tractar amb Napoleó III, per qui tenia una gran admiració.
Durant el mes de febrer de 1864, Marcello va rebre Jean-Baptiste Carpeaux a Givisiez, i va rebutjar la proposta de matrimoni que li va presentar Madame Carpeaux per al seu fill. El mateix any, a Passy, també va crear un bust en guix del general Antoine de Jomini, llavors de 85 anys.
A aquestes inquietuds com a artista s'afegeixen les seves inquietuds com a duquessa, vinculades als seus deures de representació. Així, rebé una invitació a les «Sèries de Compiègne». Andrieu va assistir a la venda després de la mort de Delacroix en nom seu i li va comprar tres esbossos. Marcello va exposar La Gorgona, un bust de marbre, al Saló de 1865. El 2 d'agost va rebre l'encàrrec oficial d'un retrat de l'emperadriu Eugénie, destinat a adornar la sala del tron de l'Ajuntament de París. Marcello produirà quatre versions diferents d'aquest bust.
Durant els mesos de juny i juliol de 1866, Marcello va marxar a Londres i va vigilar de prop la recepció del seu bust de bronze de La Gorgona, exposat a la Royal Academy. La seva admiració per la reina Maria Antonieta, que compartia amb l'emperadriu Eugénie, la va portar a crear els busts de Maria Antonieta a Versalles i Maria Antonieta al Temple, que va presentar al Saló de París el maig de 1866. Al novembre, el seu bust de l'emperadriu va ser durament criticat i rebutjat per la comissió de Belles arts de la ciutat de París, fet que la va enutjar i que li feu témer d'haver caigut en desgràcia amb Eugénie. Aquest assumpte, malgrat el seu feliç resultat –el prefecte Haussmann prengué la decisió d'acceptar el bust– la submergí en un malestar persistent.

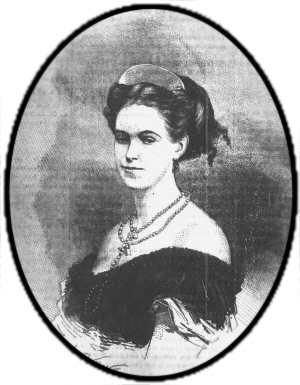
La Duchesse Colonna de Castiglione en un gravat de L. Dumonz (1864)

Marcello va presentar vuit de les seves obres, entre les quals Hécate, encarregada per l'emperador Napoleó III per als jardins de Compiègne, a l'Exposició Universal de 1867, a la secció Estats Pontificis, fent una mena de retrospectiva de la seva obra. Després, acompanyada de la seva mare, va viatjar durant els mesos de maig i juny de 1867 per Àustria, Alemanya i Hongria. A Budapest, les dues dones van assistir a la coronació de l'emperadriu Elisabeth (1837-1898). En tornar a París, Marcello li va fer un petit bust de marbre.

## Estada a Espanya
Entre març i agost de 1868, la duquessa viatjà pel nord d'Itàlia i s'aturà a Roma. Mentre estava sotmesa a tractament a Cauterets, als Pirineus, va travessar la frontera i va viatjar a Espanya, on es va trobar atrapada en una insurrecció. Malgrat els perills d'aquesta situació, va romandre a Madrid, on va treballar amb els seus amics, els pintors Henri Regnault i Georges Clairin. Va conèixer el general revolucionari Milans del Bosch, del qual va modelar el bust. Les cartes de recomanació de Prosper Mérimée li van obrir de bat a bat les portes del Museu del Prado, on quedà fascinada i admirà, entre d'altres, les obres de Diego Velázquez.

## La pintura

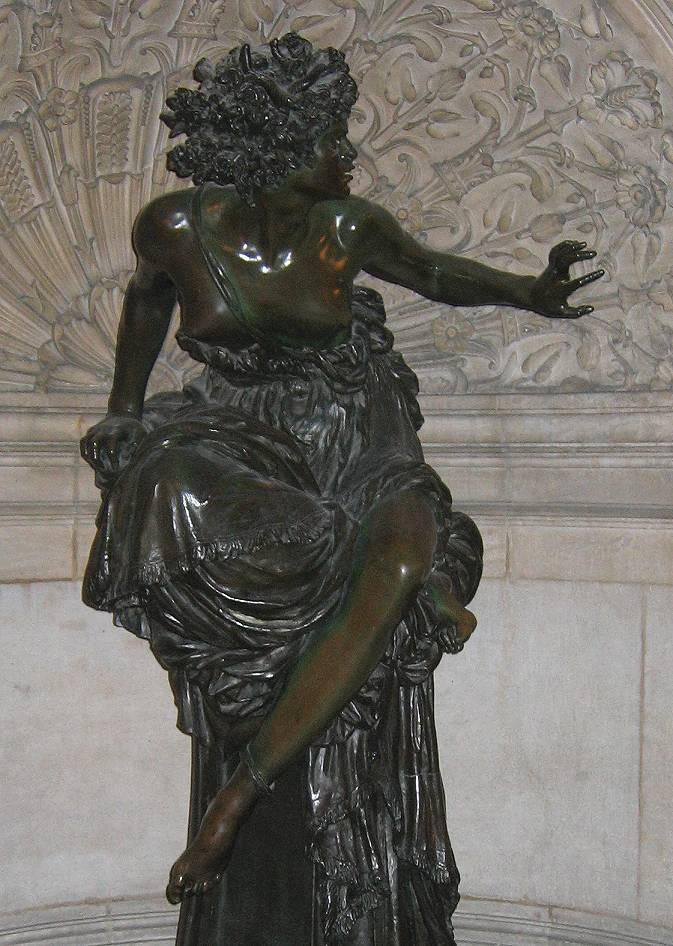
La Pítia (1870), bronze, París, Òpera Garnier.

De tornada a Roma l'any 1869, Marcello va enviar el bust de la Bacantea Cansada a París per al Saló. Al seu taller de Papa Giulio va compondre la seva obra mestra, la Pítia, que Charles Garnier va conservar per adornar la seva nova òpera i que enacar roman al vestíbul del teatre. Tot i que va trobar moltes dificultats tècniques per crear la seva estàtua, va somiar amb abandonar l'escultura –i les seves penoses limitacions materials– per la pintura. Va estudiar dibuix a la Vil·la Mèdici sota la direcció d'Ernest Hébert i va compartir la seva passió per la música amb els compositors Charles Gounod i Franz Liszt. També va exercitar la pintura a l'estudi del pintor Marià Fortuny, amb el seu deixeble Attilio Simonetti, i on va conèixer Eduardo Rosales.

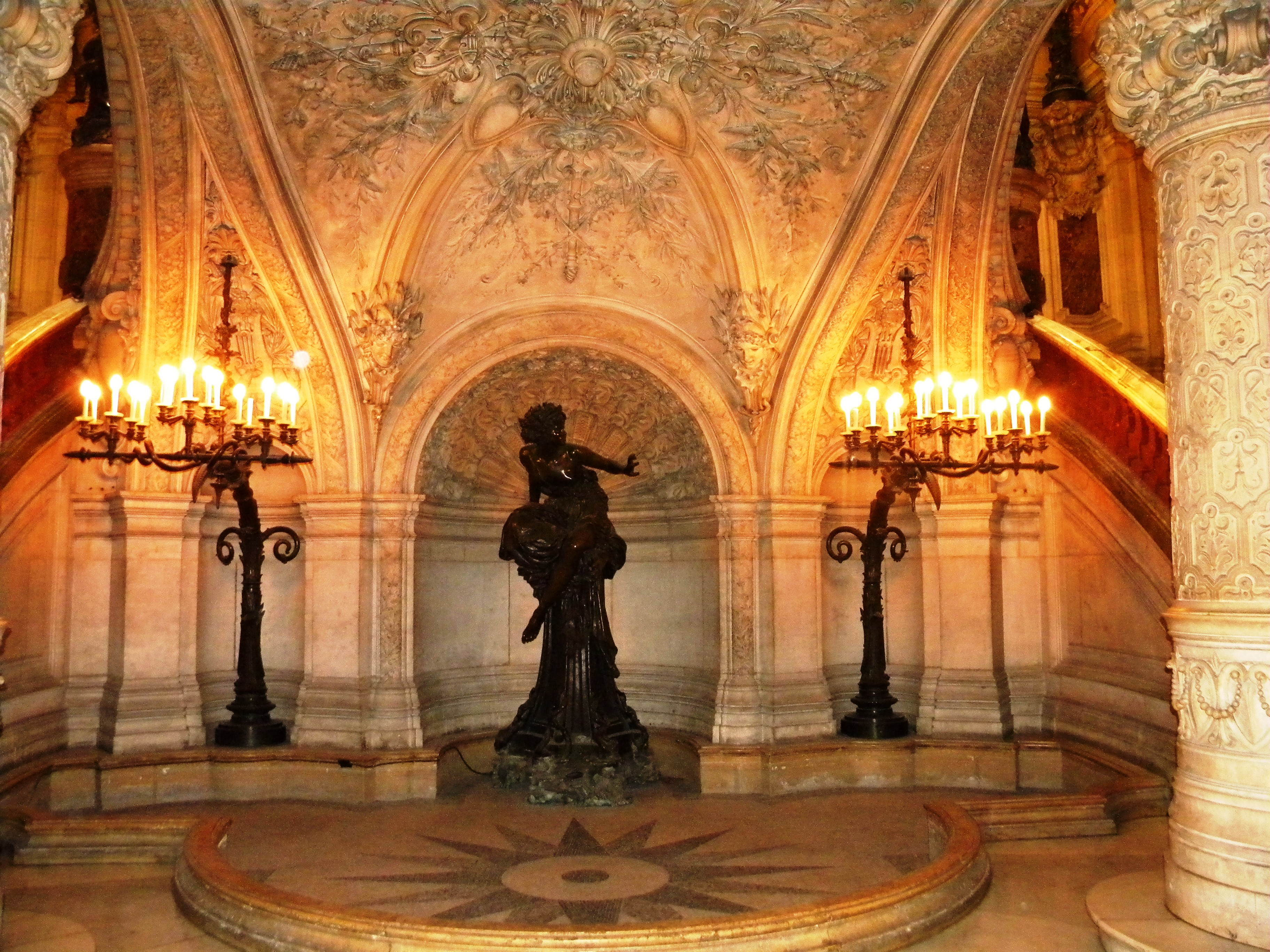
El vestíbul de l'Opera Garnier, de París, amb la Pítia d'Adèle d'Affry

La duquessa Colonna presentà la seva Pítia de bronze i el bust del Cap Abissini al Saló de 1870 a París. De totes dues obres en va fer per encàrrec diverses rèpliques i versions, amb la qual cosa va poder experimentar amb diferents materials, tècniques de fosa i acabats. Refugiada a Suïssa durant la guerra després de la Comuna, cansada de l'esgotament provocat per l'escultura i la malaltia, exercí a l'estudi del pintor Alfred van Muyden, a Ginebra. A partir de 1870, lluitant contra la tuberculosi i l'escultura, que requeria massa energia, es va dedicar cada cop més a la pintura. Tornada a París el 1872, Marcello va continuar els seus estudis de pintura sota la direcció de Léon Bonnat.
Profundament emocionada per la mort de Napoleó III el 1873, la duquessa va anar a Chislehurst, a Anglaterra, i va oferir el seu condol a l'emperadriu Eugénie i al príncep imperial. Marcello es va plantejar fer el debut com a pintora al Saló enviant el Retrat de Madame de Tallenay, però finalment va decidir abstenir-se'n. Els bustos exposats a l'Exposició Universal de 1873 a Viena, El Cap Abissini, Bianca Capello, la Maria-Antoinette i la Pítia, li van valer una medalla.
Va enviar un gran quadre, La Conjuration de Fiesque, al Saló de 1874. El rebuig del jurat a aquest treball la dolgué molt profundament. Marcello va pintar el Retrat de Berthe Morisot el 1875, però es va negar a deixar-se retratar per Édouard Manet. Va posar per al seu amic, el pintor Édouard-Théophile Blanchard. Al Saló va presentar Redemptor mundi, Phoebé i La Bella Romana. A la inauguració de l'Òpera, el 5 de gener de 1875, el públic i la crítica van donar a la Pítia una molt càlida acollida, que la va sorprendre i delectar. Pel que fa a la pintura, en aquells anys va produir un centenar de quadres, principalment retrats, còpies, escenes de gènere i natures mortes. I aviat va documentar les seves obres per mitjà de la fotografia.

## Últimes obres
Des de Friburg, on havia viscut des de gener de 1876, la duquessa Colonna va emprendre un nou viatge a Itàlia: Florència, Orvieto, Roma, Bolonya, Ferrara, Ravenna, Pàdua, Venècia, Verona, Milà. El director de la Galeria dels Uffizi li va encarregar el seu retrat. El seu bust de La Baronessa de Keffenbrinck, presentat al Saló del mateix any, li va valer una simple menció honorífica que va rebre amb amargor.
L'any 1877, esgotada per la tos i els dolors articulars, Adèle va buscar el sol del sud de França i va passar el mes de desembre a Itàlia, per consell dels seus metges. El 1878, Marcello es va moure constantment entre Nàpols, Suïssa i París, a la recerca del clima que calmaria els seus atacs d'hemoptisi. El 2 de gener, una segona versió del seu testament enumerava les escultures que llegava a l'Estat de Friburg, amb la condició que es fundés un museu dedicat a la seva obra, que s'inauguraria el 28 de juliol de 1881.
Instal·lada a Castellammare di Stabia el 1879, Marcello va posar en ordre els seus papers, va treballar en la redacció de les seves Memòries, que va deixar inacabades, i va dibuixar àmpliament. Va morir de tuberculosi el 16 de juliol de 1879 (i no el 14), com ja indica Adolphe de Circourt, testimoni dels seus últims moments. Segons els seus desitjos, és enterrada a Givisiez, prop de Fribourg, on havia nascut.

## Obres

### Col·leccions públiques
A França
- Arràs, Museu de Belles Arts: Dona transteverina, també coneguda com a Bella romana, bust de marbre
- Fontainebleau, Castell de Fontainebleau: Bianca Capello, bust de marbre
- Lió, Museu de Belles Arts: Emperadriu Eugénie, bust de marbre
- Marsella, Museu de Belles Arts: Bianca Capello, bust de marbre
- Montpeller, parc immobiliari de Grammont: Hècate i Cèrber, vers 1866, grup esculpit en marbre per encàrrec de Napoleó III i destinat a l'entrada al bosc de Fontainebleu. El 1867, l'obra va ser enviada a l'Exposició Universal de 1867. L'escultura va ser instal·lada als jardins del palau de Compiègne i després atribuïda per l'Estat a la ciutat de Montpeller el 1889. Inicialment es va instal·lar a Peyrou. L'any 1956 es va traslladar a la plaça Renaudel de Celleneuve després, classificat l'any 1981, es va reinstal·lar l'any 1986 al parc de la finca Grammont a Montpeller, on encara és visible, encara que mutilada.[15][16]
- París:
  - Museu d'Orsay:
    - Cap abissini, vers 1870, versió del bust en marbre, fermall de bronze i pedra blava
    - Dona transteverina, 1874, bust de marbre[17]
    - La marquesa Olga de Tallenay, 1875, màscara de guix

  - Òpera Garnier: Pítia, 1870, estàtua de bronze, sota la gran escala

A Suïssa
- Friburg, museu d'art i història:[18]
  - Pythia, vers 1880, reducció en bronze
  - Ananké, 1866, marbre
  - Tired Bacchante, 1868, marbre
  - Gorgona, 1865, marbre
  - Bianca Capello, 1863, marbre
  - Elisabet de Wittelsbach coneguda com a Sissi, emperadriu d'Àustria, 1867, marbre
  - Retrat del general Milans de Bosc, 1868, guix rosat
  - Marie-Antoinette Dauphine, 1866, marbre
  - Maria-Antoinette al temple, 1866, marbre
  - La Marguerite de Goethe, 1866, marbre
  - La belle Romaine, 1866, marbre
  - Phoebé, 1875, marbre
  - Cap abissini, 1870, marbre
  - Ecce Homo, 1877, marbre
  - Retrat de Jean-Baptiste Carpeaux, 1875, bronze
  - Retrat de Berthe Morisot, 1875, oli sobre tela
  - Retrat de la marquesa de Tallenay, 1873, oli sobre tela
  - Venedor de peix a Nàpols, oli sobre tela.

### Gravat
Marcello va produir nou aiguaforts originals i algunes litografies inspirades en Eugène Delacroix (1873). Es va interessar pel gravat a partir de 1860, assistint al taller de Marcellin Desboutin. La majoria inèdites, aquestes litografies van ser impreses l'any 1980 amb motiu d'una exposició a Friburg.

### Galeria

Obres de Marcello
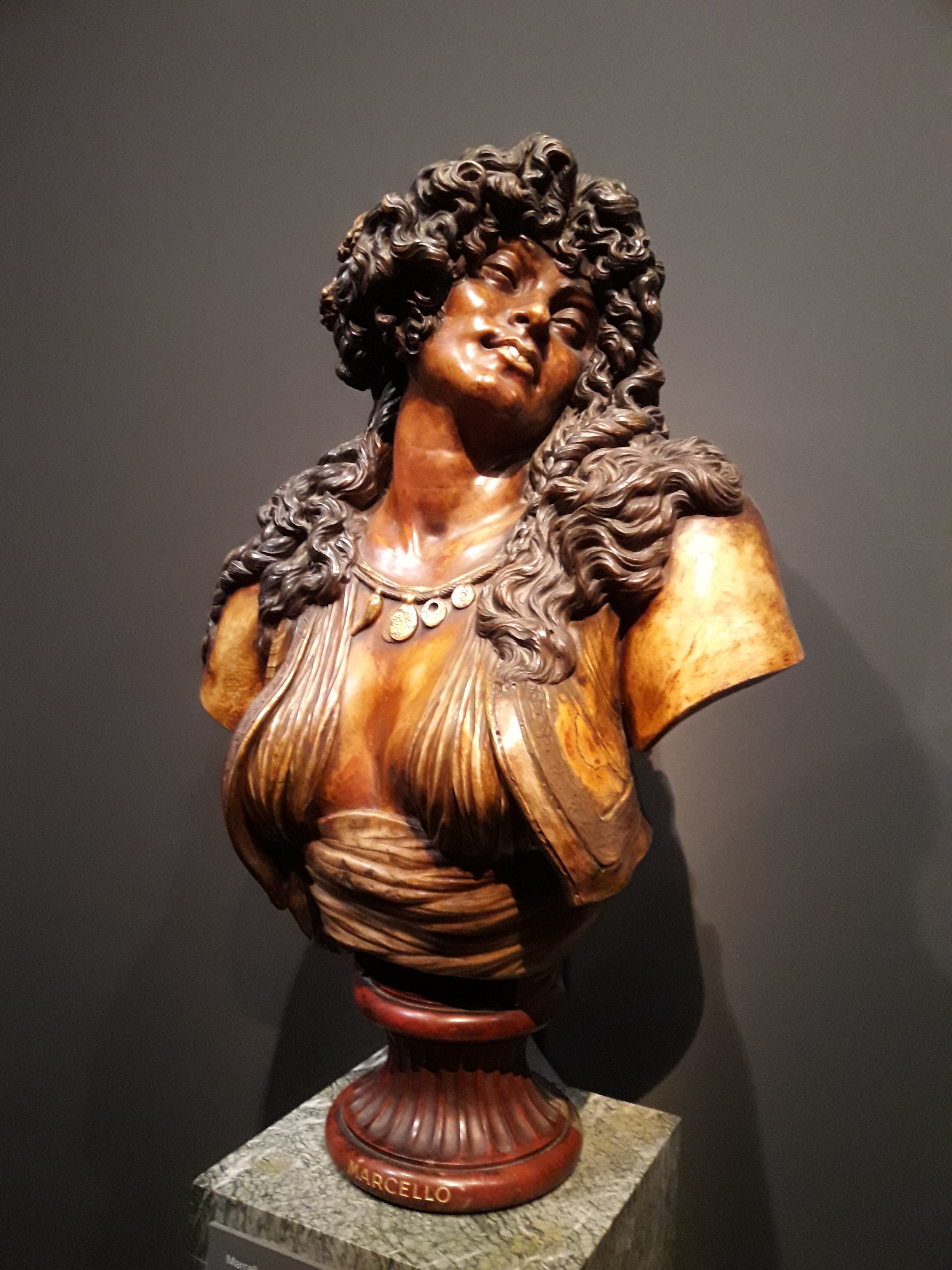
Morisca dorment (1869), marbre pintat amb encàustica, bronze, marbre-ònix i llautó, París, col·lecció particular.
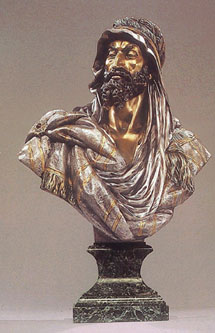
Cap Abissini (1870), bronze, Nova York, Museu d'Art Dahesh.
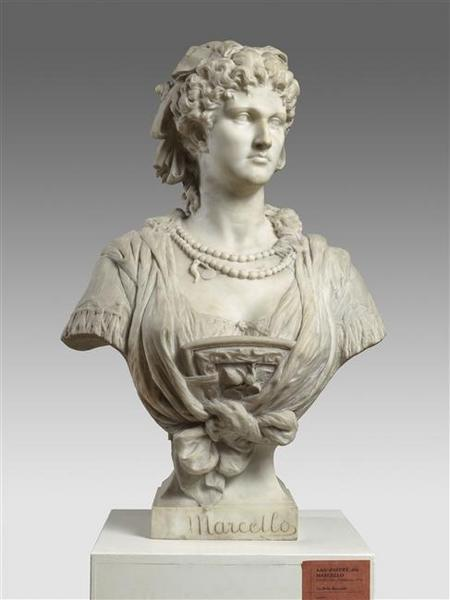
Dona transteverina (1874), marbre, París, Museu d'Orsay.
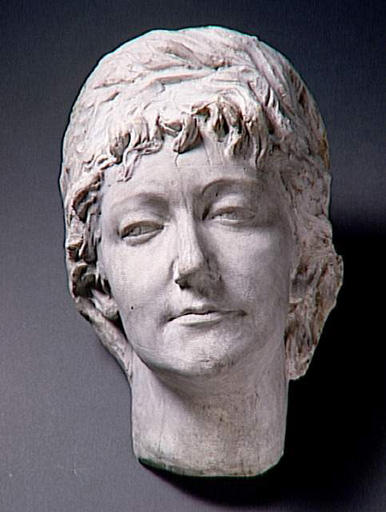
La marquesa de Talenay (1875), guix, París, Museu d'Orsay.
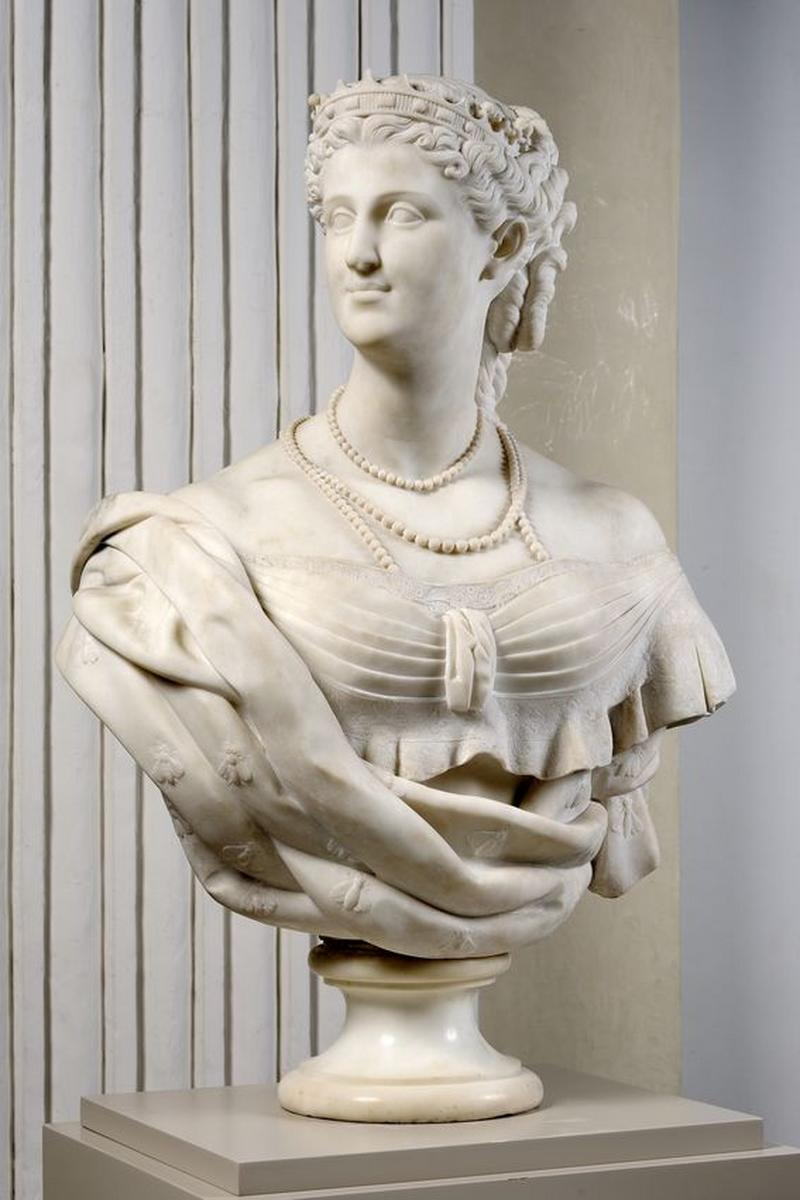
Emperadriu Eugénie, marbre, Museu de Belles Arts de Lió.
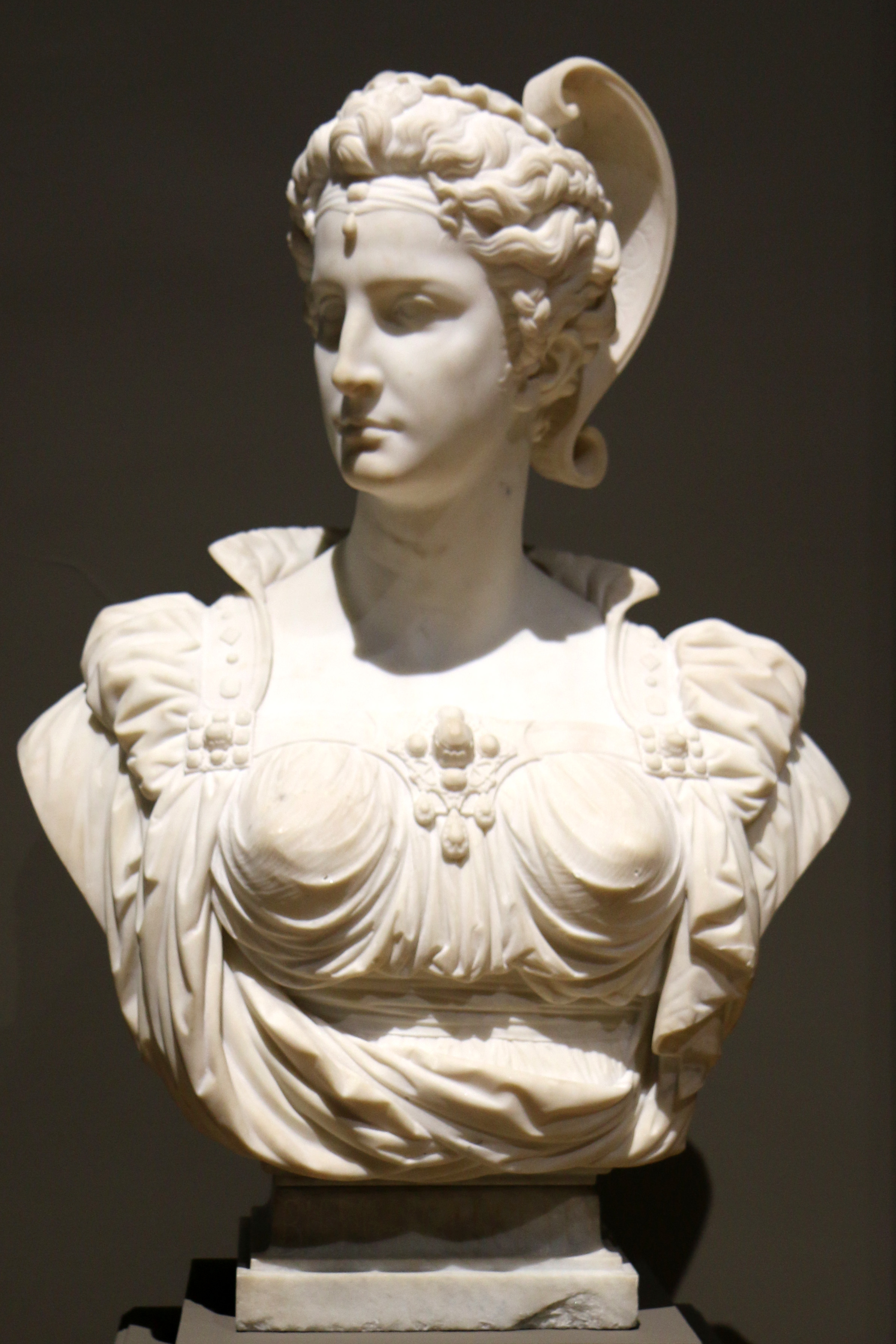
Bianca Capello (1863), marbre, Museu de Belles Arts de Marsella.

## Iconografia
- Émile Soldi, La duquessa Colonna de Castiglione, 1876, retrat encastat
- Auguste Clésinger, La duquessa Castiglione Colonna, 1861, bust de marbre, Fribourg, Fondation Marcello
- Édouard-Théophile Blanchard, Retrat de Marcello, duquessa de Castiglione Colonna, 1877, oli sobre tela, Museu d'Art i Història de Friburg
- Georges Clairin, Marcello al seu taller a Givisiez, 1871, oli sobre tela, Museu d'Art i Història de Friburg
- Gustave Courbet, Retrat de Marcello (duchessa de Castiglione Colonna), 1870, oli sobre tela, Museu de Belles Arts de Reims.

## Llegat i memòria
La Fundació Marcello, creada l'any 1963 a Friburg, Suïssa, té com a objectiu preservar i promoure la seva memòria i la seva obra, així com els documents i materials relacionats amb la vida i l'obra de l'artista.
El 1996, la cineasta Jacqueline Veuve li va dedicar un episodi de la sèrie Ma rue reconte, coproduïda per la televisió suïssa.
L'obra de Marcello va ser estudiada i revaloritzada amb l'exposició Marcello: Adèle d'Affry (1836-1879), duquessa de Castiglione Colonna, organitzada del 2014 al 2016 a Friburg, Compiègne i Pregny-Chambésy, en col·laboració amb el Museu Vincenzo Vela, de Ligornetto, al cantó suís del Tesino.